# 미토코촌
미토코촌(三戸古村)은 돗토리현 이와미군에 있던 촌이다. 현재의 돗토리시에 해당한다.